# Гельмут Джеймс фон Мольтке
Гельмут Джеймс граф фон Мольтке (11 березня 1907, Крейсау — 23 січня 1945, Берлін-Плетцензее) — німецький юрист, борець Руху Опору проти націонал-соціалізму, засновник групи опору Крайзау (Kreisauer Kreis).

## Життєпис

### Походження та сім'я

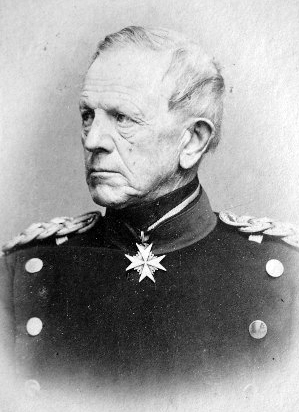
Пра-пра-дядько: Гельмут фон Мольтке-старший

Гельмут Джеймс Граф фон Мольтке походив із старого мекленбурзького дворянського роду Мольтке. Він був пра-пра-племінником Гельмута Карла Бернхарда фон Мольтке. Його батьком був поміщик і спадковий шляхтич Гельмут (Адольф) фон Мольтке (1876—1939); його дідом був Вільгельм фон Мольтке (1845—1905), з 1891 граф фон Мольтке і спадкоємець Крайзау; Прадідом був Адольф фон Мольтке. Його мати, Дороті Роуз-Іннес мала британське походження, була донькою Верховного судді Південно-Африканського Союзу Джеймса Роуз-Іннеса. Батьки Мольтке були співзасновниками християнського саєнтизму (протестантська течія Christian Science) в Німеччині. Мольтке провів дитинство з п'ятьма братами та сестрами у родинному маєтку Крайзау в Сілезії та Берліні.
У жовтні 1931 року Гельмут Джеймс фон Мольтке одружився з Фреєю Дейхман, дочкою банкіра з Кельна, з котрою познайомився в Австрії. В подружжя народилися два сини, Каспар і Конрад. Його онук Джеймс фон Мольтке є членом правління та фінансовим директором Deutsche Bank.

### Навчання та робота

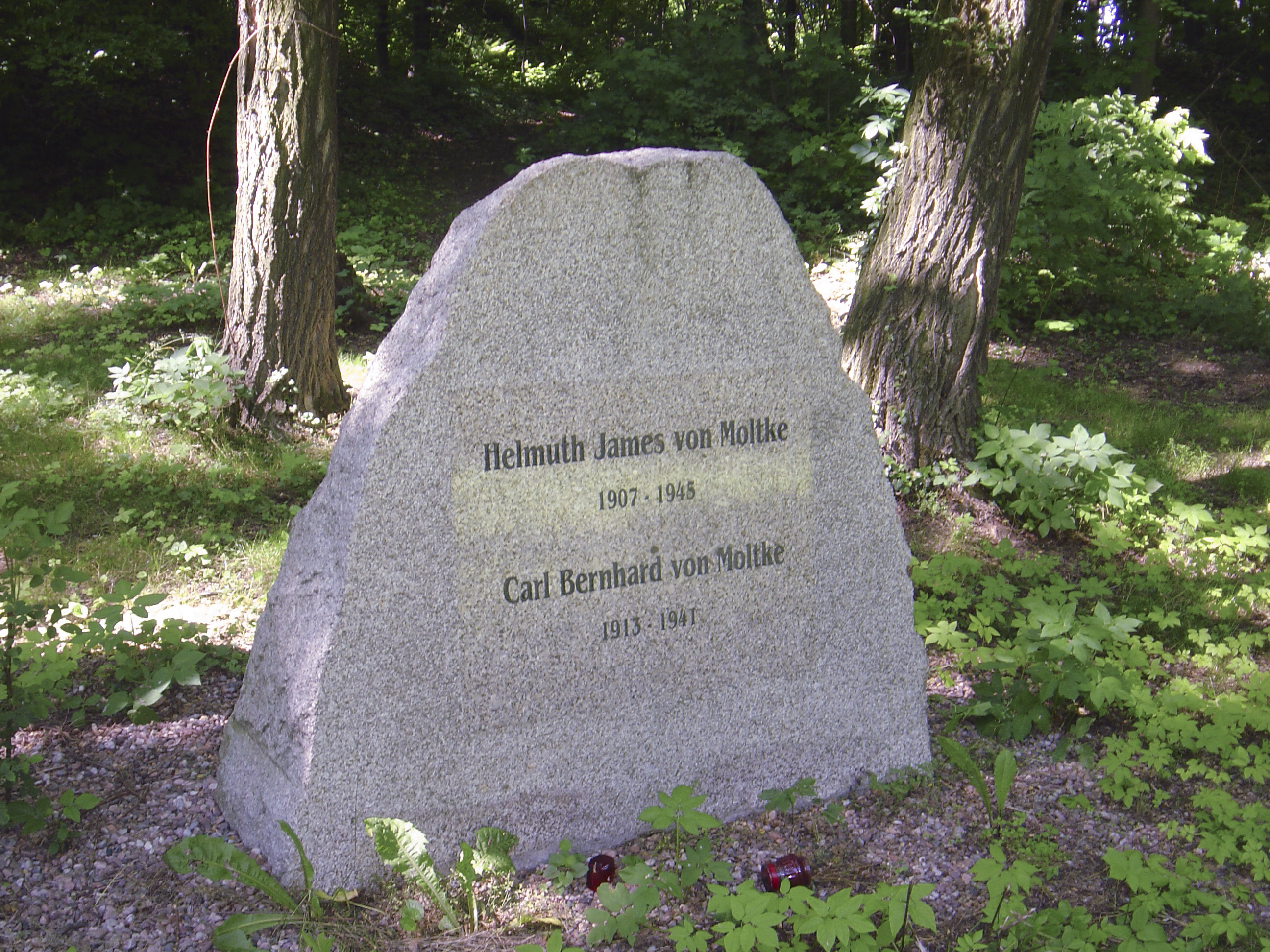
Пам'ятний камінь братам Гельмуту Джеймсу та Карлу Бернхарду фон Мольтке на Капеленберзі в Крайзау (нині Кшижова), 2005

З 1927 по 1929 рік Мольтке вивчав право та політологію в Бреслау, Відні та Берліні. Брав участь у молодіжних рухах і трудових таборах, де безробітні молоді робітники, фермери та студенти співпрацювали та вчилися один у одного. У Крайзау Мольтке безкорисливо надав частину свого майна у розпорядження фермерських підприємств, що викликало різку критику з боку сусідів-землевласників.
У 1934 році Мольтке склав іспити, проте відмовився від суддівської кар'єри, оскільки тоді йому довелося б вступити до НСДАП. Натомість він став адвокатом у Берліні, спочатку в офісі Карла фон Левінського, а в 1938—1939 співпрацював з Полом Леверкуеном. З початку 1940 р. і до арешту в 1944 р. він працював в офісі Фрідріха-Карла Сарре та Едуарда Ветєна за адресою Viktoriastraße 33.
Як адвокат з питань міжнародного права та міжнародного приватного права, він зміг допомогти євреям, які були змушені емігрувати, та іншим жертвам нацистського режиму, а також здійснити поїздки за кордон для підтримки контактів руху Опору. Серед іншого Мольтке представляв єврейських власників берлінської компанії M. Kempinski & Co.
Між 1935 і 1938 роками Мольтке регулярно бував у Великій Британії та здобув юридичну освіту в Лондоні та Оксфорді, щоб мати хороші професійні можливості у разі еміграції.
Після початку Другої світової війни Мольтке став співробітником Інституту іноземного публічного права та міжнародного права Товариства кайзера Вільгельма. У вересні 1939 р. працював у департаменті міжнародного права Абверу під орудою адмірала Канаріса.
Його завданням були збір і аналіз звісток з-за кордону, зокрема від військових аташе та з іноземних газет, передача важливих повідомлень військово-політичного значення відповідним відомствам у Вермахті. Крім того, він повинен був підтримувати зв'язок між Верховним командуванням Вермахту та Міністерством закордонних справ, але перш за все готувати експертні звіти з питань міжнародного воєнного права. На цій роботі Мольтке сподівався мати вплив на військові події, зокрема на дотримання норм гуманітарного права. Його підтримали такі противники Гітлера, як адмірал Канаріс та генерал-майор Ганс Остер. Позиція Мольтке та його заперечення наказів, що суперечать міжнародному праву, становили небезпеку для його становища.

### Група опору Крайзау

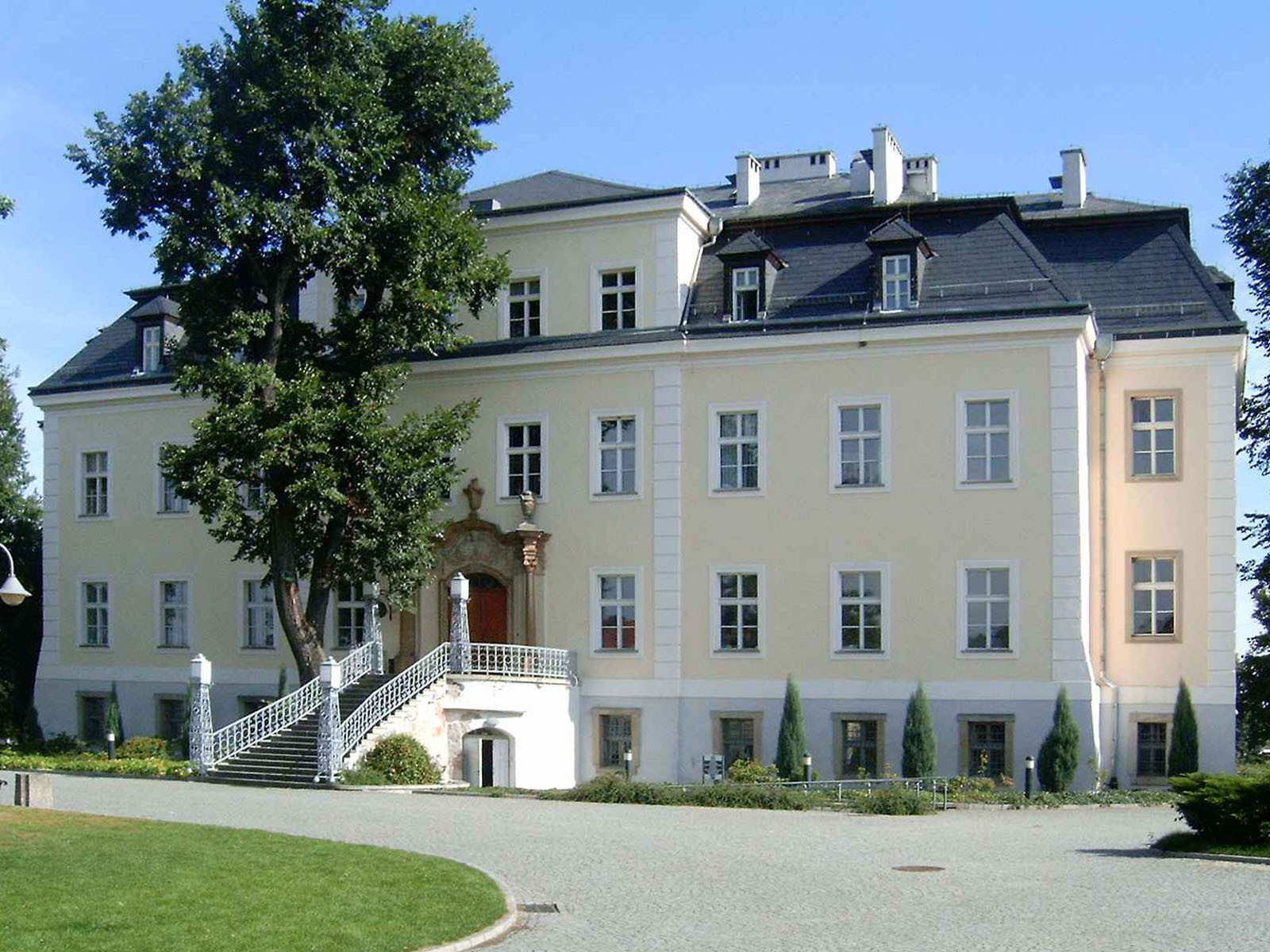
Замок Крайзау

Як глибоко релігійна людина Мольтке був, з одного боку, рішуче проти несправедливості нацистського режиму, але також і проти замаху на Гітлера. Тому він уникав співпраці з групами опору, які прагнули насильницького повалення фюрера.
Мольтке допоміг останньому, шостому тиражу листівок Білої троянди набути великого впливу, доставивши примірник до Скандинавії в березні 1943 року. Текст переклали в Осло й поширили через ЗМІ Норвегії та Швеції. Переклад англійською мовою, створений Мольтке та єпископом Ейвіндом Берггравом, зробив листівку відомою в Англії. У липні 1943 року британські Королівські ВПС скинули над Німеччиною копії листівки. Як свідчать документи з «Досьє Мольтке», опубліковані 2007 року в Британських національних архівах, королівське Міністерство закордонних справ було детально проінформоване про переконання, знання та наміри Мольтке.

### Арешт і засудження

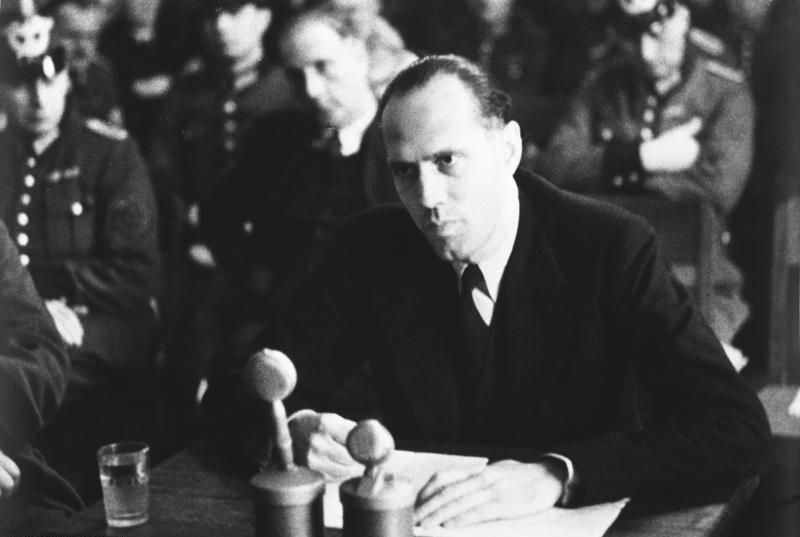
Гельмут Джеймс Граф фон Мольтке перед Народним судом, січень 1945 року

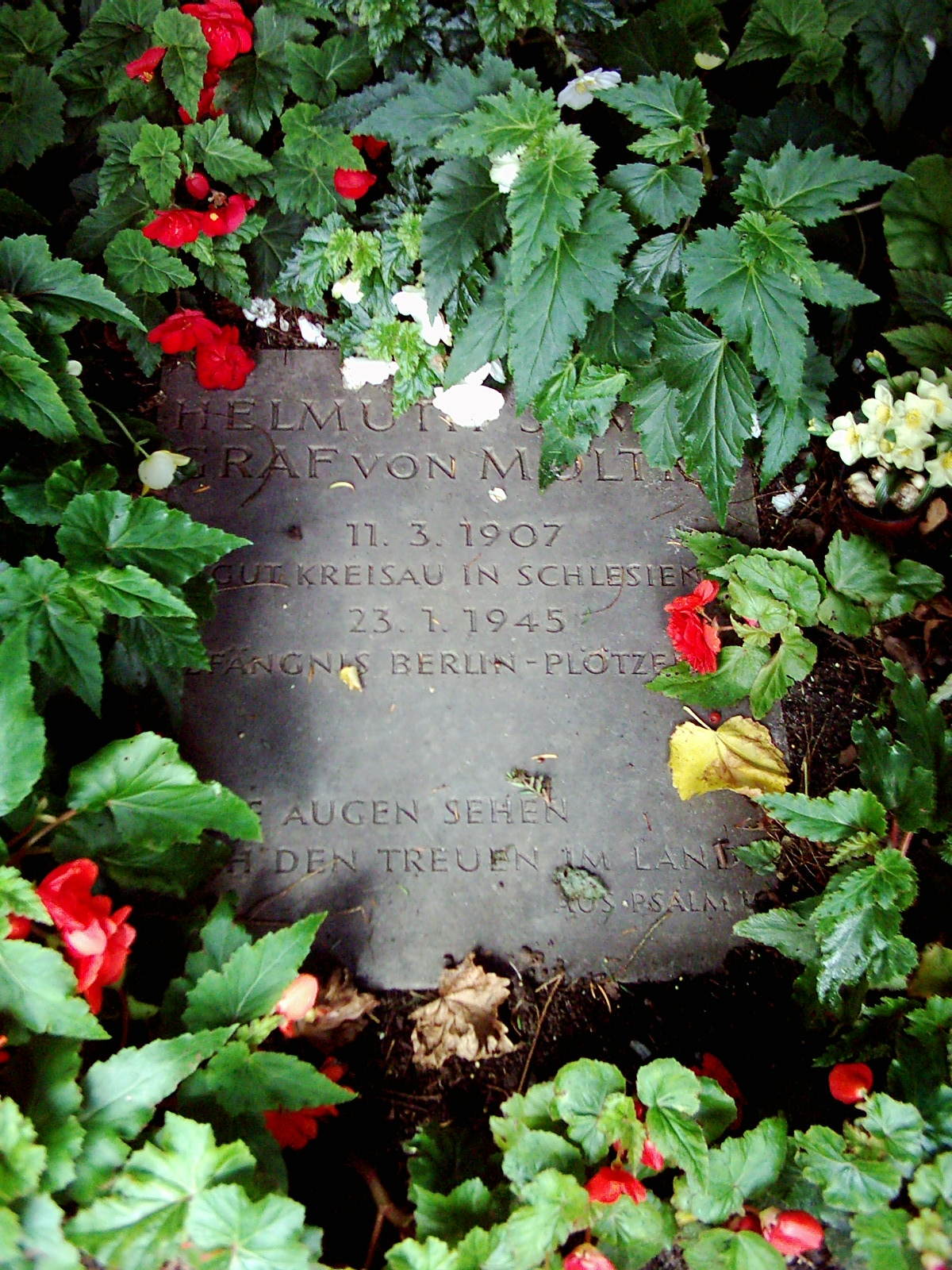
Меморіальна дошка Гельмуту Джеймсу фон Мольтке на могилі його предка Фрідріха Філіпа Віктора фон Мольтке (1768—1845) у Гамбургу-Вандсбеку

Існування групи Крайзау залишалося таємницею до січня 1944 року, коли Мольтке був заарештований гестапо після того, як попередив свого друга Отто Кіпа про скорий арешт.
У січні 1945 року Мольтке та інші члени групи Крайзау виступили перед головою Народної судової палати Роландом Фрайслером. Оскільки щодо Мольтке не можна було довести вину в підготовці до державного перевороту, Фрайслер обґрунтував свій вирок на іншому звинуваченні: Мольтке та його колеги думали про те, як Німеччина, заснована на моральних і демократичних принципах, могла виникнути за часів після Гітлера. Голова палати Фрайслер визнав цей злочин гідним смертної кари.
Ханнс Лільє пише у своїй біографії, що Мольтке мав «мужність атакувати Фрайслера та всю інституцію (Народний суд), чітко усвідомлюючи винесений йому смертний вирок». Інге Шолл також цитує провокативний і в кінцевому підсумку історично далекоглядний заклик Мольтке до нацистської судової системи: «Створіть із нас легенду!»
Поміж іншим Мольтке заявляв, що його судять «…не як протестанта, не як великого землевласника, не як дворянина, не як пруса, не як німця …а як християнина і ніяк інакше».
Засуджений до смертної кари 11 січня 1945 р. Мольтке був повішений через дванадцять днів у в'язниці Плетцензеє. Його попіл був розвіяний.

## Цитати
…Все своє життя, навіть у школі, я боровся проти духу вузькості та насильства, зарозумілості та відсутності поваги до інших, абсолютної та нещадно послідовної нетерпимості, яка є у німців і яка знайшла своє вираження в заснуванні націонал-соціалістичної держави— з прощального листа синам Каспару і Конраду від 11 жовтня 1944 р.
З моменту приходу до влади націонал-соціалізму я намагався пом'якшити його наслідки для його жертв і відкрити шлях до змін. До цього мене підштовхувала совість, і зрештою, це робота для чоловіка.— з прощального листа синам Каспару і Конраду від 17 жовтня 1944 р.

## Вшанування пам'яті
У 1964 році Deutsche Bundespost присвятила Мольтке марку з пам'ятного блоку на 20-у річницю замаху в липні 1944 року та в 2007 році марку в серії «Верховні демократи» до 100-річчя Мольтке і Клауса Шенка Графа фон Штауффенберга.
У післявоєнний період місто Штутгарт назвало його ім'ям Мольткеплац, де раніше розташовувались казарми Мольтке і вулиця з однойменною назвою, що, однак, називалася на честь його прапрадіда, фельдмаршала Гельмута Карла Бернгарда фон Мольтке.
Книжкове видання Briefe an Freya 1939—1945 рр. (листи Мольтке до дружини, Фреї) було нагороджене відзнакою Гешвістер-Шолль-Прейс у 1989 р.
У 2001 році Німецьке товариство оборонного права та гуманітарного права заснувало Премію імені Гельмута Джеймса фон Мольтке за видатний внесок у галузі політики безпеки.

## Видання
посмертні
- Bericht aus Deutschland im Jahre 1943 (Доповіді з Німеччини 1943 року).
- Letzte Briefe aus dem Gefängnis Tegel (Останні листи з в'язниці Тегель). Листи написані дружині та синам під час процесу, вперше надруковані 1951 року разом із Bericht aus Deutschland 1943 згодом розійшлися багатьма виданнями (zuletzt bei Diogenes, Zürich 1997, ISBN 3-257-22975-5.) ** англ. пер.: Geoffrey Cumberlege, 1948.
  - Версія польською: Краків 1993, ISBN 83-7097-020-6.
- Briefe an Freya. 1939—1945. Hrsg. von Beate Ruhm von Oppen, 2. Aufl. Beck, München 1991, 3. Aufl. ebd. 2005, ISBN 3-406-35279-0.
- Im Land der Gottlosen. Tagebuch und Briefe aus der Haft 1944/45. Hrsg. von Günter Brakelmann. C. H. Beck, München 2009, ISBN 978-3-406-58235-6.
- Völkerrecht im Dienste der Menschen. Dokumente. Herausgeberschaft und Einleitung: Ger van Roon. Siedler, Berlin 1986, ISBN 3-88680-154-3. (Reihe: Deutscher Widerstand 1933—1945.)
- Helmuth James und Freya von Moltke: Abschiedsbriefe Gefängnis Tegel. September 1944 — Januar 1945. C. H. Beck, München 2011, ISBN 978-3-406-61375-3.

## П'єси
- Das Moltke-Projekt — Wenn die Welt in Stücke fällt. (PDF) In: Szenische Lesung auf Grundlage der «Abschiedsbriefe Gefängnis Tegel» von Helmuth James und Freya von Moltke (Flyer). Michael Becker (Regie), abgerufen am 2. Dezember 2018.